# Marysville (Nouveau-Brunswick)

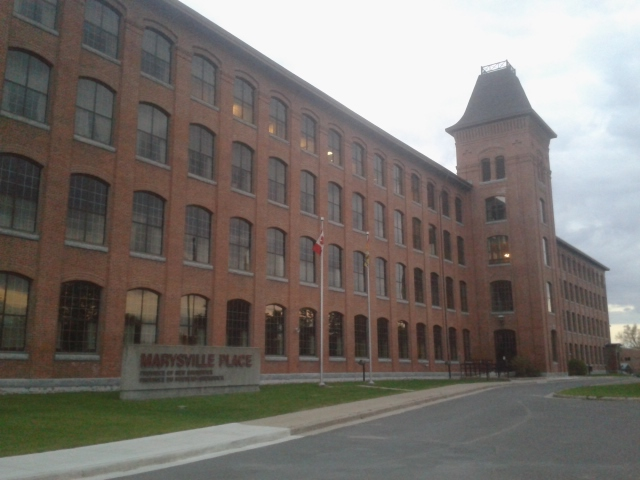
Ancienne filature de Marysville

Marysville est une banlieue historique de la ville de Fredericton au Nouveau-Brunswick.
Le quartier historique de Marysville, construit entre 1840 et 1920, annexé à Fredericton en 1973, a été désigné lieu historique national du Canada en 1993.
C'était initialement un village acadien appelé Sainte-Marie. Marysville comprend une filature de coton restaurée au XIXe siècle.